# De Knolle
De Knolle is een buurtschap in de gemeente Ooststellingwerf, in de Nederlandse provincie Friesland. Het ligt ten noordoosten van Oosterwolde.
Hoewel het officieel onder Oosterwolde valt, ligt het dichter bij de kern van Fochteloo dan bij Oosterwolde doordat het in het verlengde is gelegen van dat dorp. De Knolle wordt daarom ook regelmatig tot Fochteloo gerekend.
Het vormde eigenlijk een soort van eenheid met de nabij gelegen buurtschap Weper. In 1861 worden ze samen ook als 'Weper en knol' geduid. In 1525 en 1622 werd de buurtschap zelfstandig vermeld als Knolle en in 1664 Cnolle. De plaatsnaam zou afgeleid benaming 'knol' voor een heuveltje in het landschap.
De Knolle bestaat anno 2018 uit 10 woningen.